# العلاقات الإريترية الميكرونيسية
العلاقات الإريترية الميكرونيسية هي العلاقات الثنائية التي تجمع بين إريتريا وولايات ميكرونيسيا المتحدة.

## مقارنة بين البلدين
هذه مقارنة عامة ومرجعية للدولتين:
| وجه المقارنة                                              | إريتريا                                      | ولايات ميكرونيسيا المتحدة |
| --------------------------------------------------------- | -------------------------------------------- | ------------------------- |
| المساحة (كم2)                                             | 117.60 ألف                                   | 702                       |
| عدد السكان (نسمة)                                         | 6.33 مليون                                   | 105.54 ألف                |
| الكثافة السكانية (ن./كم²)                                 | 53.83                                        | 15.03 ألف                 |
| العاصمة                                                   | أسمرة                                        | باليكير                   |
| اللغة الرسمية                                             | اللغة التغرينية، اللغة العربية، لغة إنجليزية | لغة إنجليزية              |
| العملة                                                    | ناكفا                                        | دولار أمريكي              |
| الناتج المحلي الإجمالي (بليون دولار)                      | 2.61 مليار                                   | 336.43 مليون              |
| الناتج المحلي الإجمالي (تعادل القوة الشرائية) بليون دولار |                                              | 365.27 مليون              |
| الناتج المحلي الإجمالي الاسمي للفرد دولار أمريكي          |                                              | 3.02 ألف                  |
| الناتج المحلي الإجمالي للفرد دولار أمريكي                 |                                              |                           |
| مؤشر التنمية البشرية                                      | 0.391                                        | 0.640                     |
| رمز المكالمات الدولي                                      | +291                                         | +691                      |
| رمز الإنترنت                                              | .er                                          | .fm                       |
| المنطقة الزمنية                                           | ت ع م+03:00                                  |                           |

## منظمات دولية مشتركة
يشترك البلدان في عضوية مجموعة من المنظمات الدولية، منها:
| علم المنظمة | اسم المنظمة                                 | تاريخ انضمام إريتريا | تاريخ انضمام ولايات ميكرونيسيا المتحدة |
| ----------- | ------------------------------------------- | -------------------- | -------------------------------------- |
|             | مؤسسة التمويل الدولية                       | 11 أكتوبر 1995       | 24 يونيو 1993                          |
|             | منظمة حظر الأسلحة الكيميائية                | ?                    | ?                                      |
|             | يونسكو                                      | 2 سبتمبر 1993        | 19 أكتوبر 1999                         |
|             | الاتحاد الدولي للاتصالات                    | 6 أغسطس 1993         | 18 مارس 1993                           |
|             | الأمم المتحدة                               | 28 مايو 1993         | 17 سبتمبر 1991                         |
|             | البنك الدولي للإنشاء والتعمير               | 6 يوليو 1994         | 24 يونيو 1993                          |
|             | مؤسسة التنمية الدولية                       | 6 يوليو 1994         | 24 يونيو 1993                          |
|             | وكالة ضمان الاستثمار متعدد الأطراف          | 10 سبتمبر 1996       | 11 أغسطس 1993                          |
|             | مجموعة دول أفريقيا والكاريبي والمحيط الهادئ | ?                    | ?                                      |